# لنارت اسکوگلوند
لنارت اسکوگلوند (سوئدی: Lennart Skoglund; ۲۴ دسامبر ۱۹۲۹ – ۸ ژوئیهٔ ۱۹۷۵) بازیکن فوتبال اهل سوئد بود.
از باشگاه‌هایی که در آن بازی کرده‌است می‌توان به باشگاه فوتبال ای‌آی‌کی، باشگاه فوتبال اینتر میلان، باشگاه فوتبال پالرمو، باشگاه فوتبال سمپدوریا، و باشگاه فوتبال هامارابی اشاره کرد.
وی همچنین در تیم ملی فوتبال سوئد بازی کرده‌است.